# Алгебра (универсальная алгебра)
Алгебра (универсальная алгебра) — множество {\displaystyle A}, называемое носителем алгебры, снабжённое набором {\displaystyle n}-арных алгебраических операций на {\displaystyle A}, называемым сигнатурой, или структурой алгебры. Иными словами, универсальной алгеброй является алгебраическая система с пустым множеством отношений.

## Свойства
Для универсальных алгебр имеет место теорема о гомоморфизме: если {\displaystyle \varphi :A\rightarrow A'} — гомоморфизм алгебр, а {\displaystyle \theta } — ядерная конгруэнция {\displaystyle \varphi } (то есть {\displaystyle \theta =\{(x,y)\in A\times A|\varphi (x)=\varphi (y)\}}), то факторалгебра {\displaystyle A/\theta } изоморфна {\displaystyle A'}.
Для универсальных алгебр исследованы сопутствующие структуры: группа автоморфизмов {\displaystyle \mathbf {Aut} A}, моноид эндоморфизмов {\displaystyle \mathbf {End} A}, решётка подалгебр {\displaystyle \mathbf {Sub} A}, решётка конгруэнций {\displaystyle \mathbf {Con} A}, в частности, показано, что для любой группы {\displaystyle G} и решёток {\displaystyle L_{0}} и {\displaystyle L_{1}} существует такая универсальная алгебра {\displaystyle A}, что {\displaystyle G\cong \mathbf {Aut} A}, {\displaystyle L_{0}\cong \mathbf {Sub} A}, {\displaystyle L_{1}\cong \mathbf {Con} A}.
Универсальная алгебра с одной бинарной алгебраической операцией называется группоидом (магмой).